# Netezi, Neamț
Netezi este un sat în comuna Grumăzești din județul Neamț, Moldova, România.

## Așezare
Satul Netezi este situat pe malurile râului Netezi, râu care este un afluent al râului Topolița. Satul este traversat de drumul județean DJ155.

## Demografie
Populația satului, după ultimul recensământ efectuat în 2011, are 231 locuitori.

## Biserici
Netezi are o biserică construită în anii 2000. Pictarea bisericii a început în anul 2009.  

## Istoric (comuna Grumăzești)
Existența primelor așezări omenești pe teritoriul comunei Grumăzești se pierde în negura vremurilor. În urma săpăturilor arheologice efectuate pe Valea Topoliței de profesorul Mitrea din Bacău și în partea estica a satului Grumăzești de profesoara Silvia Marinescu din București, cât și cu ocazia săpăturilor efectuate în timpul construcțiilor unor clădiri particulare sau obștești, s-a găsit un număr mare de unelte, arme, obiecte din piatră (la biserica din satul Topolița), os, ceramică.
În vechi documente românești s-au găsit adesea oameni cu numele de Grumăzescu sau Grumaz, precum și moșii, văi, ape, păduri, având acest nume sau derivate ale sale.
Astfel, Ion Grumeza - staroste de Cernăuți este menționat la 12 iulie 1499; Ion Grumezea - vornic în Țara de Sus apare la 26 martie 1574; Ștefan Grumezea la 24 martie 1697 și alții. Apar în documente și sate cu denumirea de Grumăzești: în fostul ținut Fălciu la 11 august 1445; la Vaslui la 15 octombrie 1491; la Neamț în anul 1574.
Nu este exclusă nici ipoteza că numele satului Grumăzești să vină și de la configurația locului - "grumaz" - ce înseamnă culme de deal prelungită.
În jurul anului 1600 localitatea Grumăzești apare trecută pe o hartă a Țărilor Române în cadrul unui atlas istoric, lângă dealul Hindău azi cunoscut sub numele de Ghindău.
Faptul că aceste locuri au fost locuite cu mult înainte de anul 1574, o demonstrează săpăturile arheologice efectuate de către arheologii Lia și Adrian Bătrîna, în anii 1980-1981, în vatra satului Netezi, pe terenul aparținând familiei Toma Arsene. Cu prilejul acestor cercetări au fost identificate vestigiile unei locuințe din piatră și a unei biserici din zid, ambele ridicate la sfârșitul secolului al XIV-lea. Aceste două  structuri au aparținut unei reședințe feudale identificată, pe baze toponimice, cu cea a  marelui boier Bratu Netedu, menționat, pentru prima dată, ca membru al Sfatului domnesc al voievodului Moldovei Roman I într-un document de cancelarie din anul 1392.
Satele Solomoneți - pe Topolița, Munteni și Pântecești - pe Cracău, sunt pomenite documentar încă din anul 1400.
Un document din 7 septembrie 1452 arată că Alexandru Voievod întărește Mănăstirea Neamț cu pământul situat între pârâurile Valea Seacă și Topolița, nu departe de Târgu Neamț. Pârâul Topolița apare în documente încă de la 1392.
Asa cum preciza și istoricul Nicolae Iorga, se pare că satul Topolița se afla pe locul fostului sat Solomonesti, și și-a luat numele de la pârâul Topolița. Satul Topolița s-ar zice că ar fi luat ființă prin amplasarea unor așezări care adăposteau arendașii și robii de pe moșia ce aparținea Mănăstirii Agapia. În satul Topolița își are începuturile și Mănăstirea Văratec, strămutată pe la 1785 de maica Olimpiada în poiana Văratec, astăzi fiind ridicata o biserică de lemn care păstrează vechea catapeteasmă a mănăstirii.
Prima amplasare a satului Curechiștea se pare că a fost pe locul numit Siliștea, și a aparținut o anumita perioada de comuna Petricani.
Un alt document din anul 1619 menționează faptul ca Radu Mihnea, domnul Moldovei, dăruiește lui Lupu al III-lea moșia Grumăzești din ținutul Neamț. Se mai găsesc marturii despre satul Grumăzești în documente din anii 1685 și 1720.
De numele satului Grumăzești se leagă și viața marelui entomolog și membru al Academiei Române, Aristide Caradja (1861-1955). În mijlocul parcului dendrologic se găsește conacul, ridicat între anii 1890-1895, situat pe vechea reședință boierească Caradja și în care și-a petrecut o bună parte de viață marele entomolog.